# Консервативная партия Великобритании
Гарольд Макмиллан
Консервати́вная па́ртия Великобрита́нии (англ. The Conservative and Unionist Party), неофициальное историческое название — то́ри (англ. tory) — правоцентристская политическая партия в Великобритании, объединяющая сторонников консерватизма и британского юнионизма.
Консервативная партия основана в 1834 году и была одной из двух ведущих британских партий в XIX веке, вместе с Либеральной партией. В 1912 году изменила своё название на Консервативная и юнионистская партия после слияния с Либеральной юнионистской партией, однако это название практически не используется, а используется, как правило, название Консервативная партия.
В 1920-х годах Либеральная партия стала терять голоса избирателей и конкурентом Консервативной партии стала Лейбористская партия.
Премьер-министры от Консервативной партии возглавляли правительство 57 лет в XX веке, в том числе Уинстон Черчилль (1940—1945, 1951—1955) и Маргарет Тэтчер (1979—1990). Во время срока Тэтчер была проведена широкая экономическая либерализация, а партия стала самой евроскептической из трёх ведущих партий. В правительство партия вернулась по итогам выборов 2010 года, не сумев набрать большинства, под руководством более либерального лидера Дэвида Кэмерона.
По итогам выборов 2014 года партия является третьей по величине из британских партий в Европейском парламенте с 19 местами, которые входят в умеренноевроскептическую фракцию Европейские консерваторы и реформисты (ECR), в которую также входят Альтернатива для Германии, польская Право и справедливость, Датская народная партия и Истинные финны. Партия является членом Альянса европейских консерваторов и реформистов (AECR), партии европейского уровня.
Партия является третьей по величине в Парламенте Шотландии и второй по величине в Национальной ассамблее Уэльса. Они были союзниками Ольстерской юнионистской партии (UUP) в рамках альянса Ольстерские консерваторы и юнионисты при формировании пятипартийного кабинета министров Северной Ирландии. Это объединение закончилось созданием партии Консерваторы Северной Ирландии в 2012 году, обладающей автономией подобно Консервативной партии Уэльса и Шотландской консервативной партии.
Ведёт свою историю с конца 1670-х годов, старейшая из существующих и пользующаяся традиционным авторитетом умеренно-правая политическая организация в мире.
Лидером партии является Кеми Баденок (со 2 ноября 2024 года), до неё это был Риши Сунак (с 24 октября 2022 по 2 ноября 2024). Ранее в XXI веке партию возглавляли: Лиз Трасс (2022), Борис Джонсон (с 24 июля 2019 года по 7 июля 2022 года), Тереза Мэй (2016—2019), Майкл Говард (2003—2005), Иан Дункан Смит (2001—2003) и Уильям Хейг (1997—2001).
Официальные цвета партии — синий и зелёный. В настоящее время официальный гимн у партии отсутствует, однако чаще всего в этом качестве исполняется песня «Land of Hope and Glory» (муз. Э. Элгара, слова А. Бенсона).

## Начало истории
Партия тори возникла как группировка сторонников абсолютизма.

## XVIII век
Начиная с 1720-х годов лидеры тори перестроили партию с учётом новых исторических условий, заложив её социально-философские (ограниченное признание прогресса человеческого общества как эволюционного процесса), идейно-религиозные (англиканство в Англии и Уэльсе, пресвитерианство в Шотландии, терпимость к католикам, в том числе, в Ирландии), политические (интерпретация принципов «Славной революции» 1688 года в интересах аристократии), а также тактические и организационные основы. Это обеспечило тори положение одной из двух (наряду с вигами) ведущих партий в английской двухпартийной системе. С середины XVIII века тори окончательно оформились как партия, выражающая интересы земельной аристократии и верхов англиканского духовенства, мелкого и среднего дворянства, части мелкой буржуазии. С 1780-х гг. до 1830 тори постоянно находились у власти. Осуществляя репрессии против народных масс и противодействуя революционным движениям на международной арене, тори одновременно вынуждены были стать на путь умеренных буржуазных реформ, упорно противодействуя при этом попыткам реформы парламента. В конце XVIII века «новые тори» (Уильям Питт Младший, Эдмунд Бёрк и другие) превратили партию тори в силу, способную обеспечить ей временную гегемонию в среде господствующих классов в обстановке глубочайших социально-экономических и политических перемен и потрясений, вызванных промышленным переворотом, Французской революцией, демократическим и революционным движением в стране.

## Первая половинаXIX века

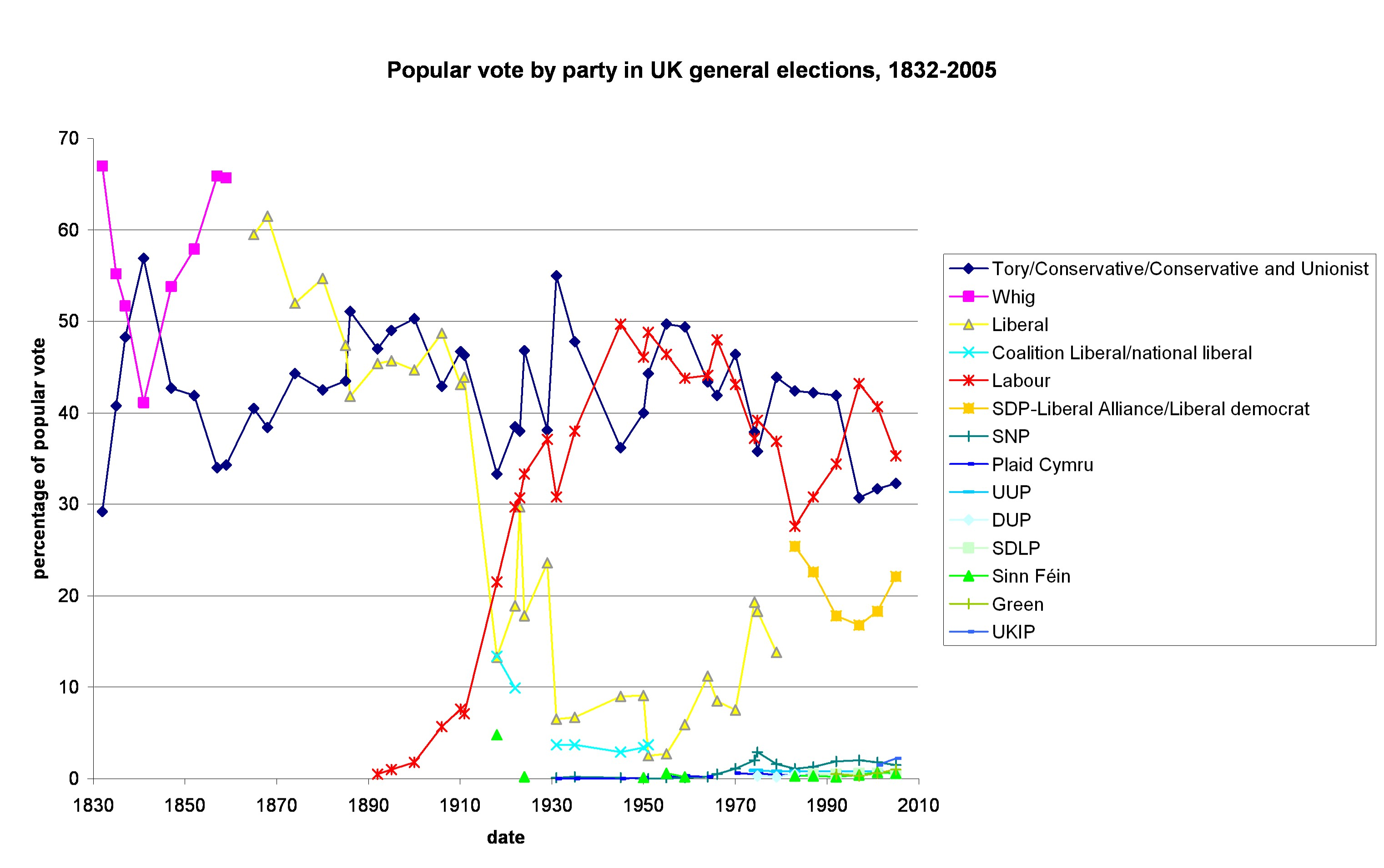
Результаты ведущих партий на выборах начиная с 1830-х. Консерваторы обозначены тёмно-синим цветом

Хлебные законы 1815 года и репрессии правительства Каслри подорвали влияние тори. В этих условиях либеральное крыло партии (Джордж Каннинг, Роберт Пиль и др.) начали поиск компромисса с промышленной буржуазией, что, в свою очередь, повело к обострению внутренних разногласий среди тори. Серьёзный удар по политическим позициям тори нанесла парламентская реформа 1832 года, открывшая доступ в парламент представителям промышленной буржуазии.

## Вторая половина XIX — началоXX века
В середине XIX века на основе партии тори сложилась Консервативная партия Великобритании, за сторонниками которой в неофициальном обиходе сохранилось название «тори». Наименование «консерваторы» вошло в обиход ещё с 1830-х годов. После парламентской реформы 1832 года стали возникать местные организации консерваторов, которые в 1867 году объединились в Национальный союз консервативных и конституционных ассоциаций. Большую роль в формировании партии сыграл Б. Дизраэли (лидер тори, затем консерваторов в 1846—1881 годах и премьер-министр в 1868 и в 1874—1880 годах). С 1870—1880-х годов на Консервативную партию, выражавшую первоначально интересы аристократов-лендлордов, стали ориентироваться также всё более широкие круги колониально-банковской и крупной промышленной буржуазии, отходившие от Либеральной партии. Постепенно Консервативная партия, продолжая защищать интересы земельной аристократии, стала вместе с тем превращаться в основную партию английского монополистического капитала.
Значительную роль в разработке консервативной доктрины сыграл Дж. Чемберлен, выдвинувший идею создания имперского таможенного союза и введения протекционизма, что было связано с утратой Великобританией промышленной монополии и обострением конкуренции с другими государствами (в первую очередь с Германией). В 1885—1886, 1886—1892, 1895—1902, 1902—1905 годах консерваторы безраздельно находились у власти (лидеры партии: в 1881—1902 годах — Роберт Солсбери, в 1902—1911 годах — Артур Бальфур).

## ОтПервой мировой войныдо1970-х годов
В 1916—1919 и 1919—1922 годах консерваторы стояли у власти в коалиции с либералами и лейбористами (в 1911—1923 гг. лидер партии — Эндрю Бонар Лоу). В период между двумя мировыми войнами (1918—1939) Консервативная партия (лидеры: в 1923—1937 гг. — Стэнли Болдуин, в 1937—1940 гг. — Невилл Чемберлен) почти всё время находилась у власти.
В 1940 году после полного краха политики умиротворения фашистской агрессии, проводившейся консервативным правительством Н. Чемберлена, коалиционное правительство (1940—1945) возглавил Уинстон Черчилль — лидер консерваторов в 1940—1955 годах. Вскоре после окончания Второй мировой войны 1939—1945 гг. Черчилль в своей речи в Фултоне (штат Миссури, США) 5 марта 1946 года сформулировал программу объединения сил западного мира для борьбы с СССР и призвал к созданию антисоветских военно-политических блоков.
После поражения на парламентских выборах 1945 года Консервативная партия провела реорганизацию своего партийного аппарата и структуры с целью расширить массовую базу партии, была разработана также несколько более гибкая программа в области социальной политики. В 1951—1964 гг. Консервативная партия непрерывно находилась у власти [лидеры: Энтони Иден в 1955—1957 гг. (вынужденный в январе 1957 года выйти в отставку в связи с провалом в конце 1956 года англо-франко-израильской агрессии против Египта), Гарольд Макмиллан в 1957—1963 гг., Александр Дуглас-Хьюм в 1963—1965 гг. С 1970 года консерваторы снова пребывали у власти (премьер-министр — Эдвард Хит, лидер консерваторов с 1965 г.).
В 1972 году партия насчитывала около 3 млн членов. Огромную власть в Консервативной партии имеет лидер партии, который в случае победы партии на парламентских выборах становится премьер-министром. Лидер не обязан подчиняться решениям ежегодных конференций Консервативной партии. Большое влияние на политику партии оказывает фракция Консервативной партии в палате общин. Основным звеном партийной организации на местах являются Ассоциации избирательных округов.

## Эпоха Маргарет Тэтчер
Победа консерваторов на всеобщих выборах 1979 года и приход Маргарет Тэтчер на пост премьер-министра в 1979 году ознаменовали начало нового периода, успешного для консерваторов.
Придя к власти, леди Тэтчер повела борьбу с влиянием профсоюзов и начала приватизацию многих национализированных отраслей индустрии. Символом времени стали забастовки шахтёров и углубление социальных противоречий в стране.
Под руководством Тэтчер консерваторы уверенно побеждали на выборах 1983 и 1987 годов. Маргарет Тэтчер вынуждена была оставить свой пост из-за внутрипартийных разногласий, и место премьер-министра и лидера консерваторов занял Джон Мейджор.
Во времена его лидерства в партии наметился раскол по вопросу о месте Британии в Европе. Позже Мейджор в частной беседе, содержание которой получило огласку, назвал «евроскептиков» из числа министров негодяями. На выборах 1992 года консерваторы удержали власть, однако их популярность быстро падала. По разным оценкам численность партии сократилась с примерно 1 миллиона человек в начале 1990-х до 250—400 тысяч к концу десятилетия.
На выборах 1997 года консерваторы потерпели сокрушительное поражение, получив лишь 165 мандатов против 418 у лейбористов.

## Современный этап
Во время премьерства одного из наиболее успешных соперников тори — Тони Блэра — программа консервативной партии претерпела изменения и, по мнению некоторых, сместилась к умеренному социал-либерализму, хотя сама партия это отрицает, сторонники её лидера Дэвида Кэмерона считают себя консервативными коммунитаристами. Значительно омолодился руководящий состав партии. Хотя на всеобщих выборах 2001 года партия практически не сократила своё отставание, а по итогам парламентских выборов 2005 г. получила 198 мандатов против 356 у лейбористов, опросы 2008 года показывают более высокую популярность консерваторов по сравнению с лейбористами.
На муниципальных выборах 1 мая 2008 года консервативная партия одержала убедительную победу над лейбористами, а мэром Лондона впервые стал консерватор − Борис Джонсон. По данным Би-би-си, консерваторы набрали 44 % голосов, либеральные демократы − 25 %, а лейбористы опустились на третье место с 24 %. Для консерваторов эти выборы оказались наилучшими с 1992 года, а для лейбористов — наихудшими с 1960-х годов.
На всеобщих парламентских выборах 6 мая 2010 года консерваторы получили 306 мандатов — этого не хватило, чтобы сформировать однопартийное правительство. Поэтому 12 мая была сформирована правительственная коалиция, в которую вошли две партии: консерваторы и Либеральные демократы. Премьер-министром был назначен Дэвид Кэмерон, а его заместителем — Ник Клегг.
По итогам парламентских выборов 7 мая 2015 года Консервативная партия добилась абсолютного большинства, и 11 мая 2015 года Дэвид Кэмерон сформировал однопартийное правительство.
Дэвид Кэмерон выступил за проведение референдума о членстве Великобритании в составе ЕС. В ходе дебатов перед референдумом выступал за сохранение Великобритании в составе ЕС. 23 июня 2016 года этот референдум состоялся. По итогам референдума о членстве Британии в ЕС, победу одержали сторонники выхода королевства из Европейского союза. После опубликования результатов премьер-министр Дэвид Кэмерон выступил с обращением к нации, где сообщил о своей отставке, которая произойдёт до начала октября 2016 года.
С 2017 года партию возглавила Тереза Мэй. На выборах в Европарламент в 2019 году партия получила только 4 места. С лета 2019 года партию возглавил Борис Джонсон. В декабре 2019 партия получила больше половины мест в парламенте. К 31 января 2020 года партия увеличила своё представительство в Европарламенте до 8 человек. По итогу выборов в консервативной партии, после отказа конкурентов от ведения гонки, победу одержал Риши Сунак.
Современная Консервативная партия Великобритании значительно более позитивно настроена по отношению к правам геев, лесбиянок и бисексуалов, чем в прошлом, однако занимает весьма негативную позицию по отношению к правам трансгендерных людей.

## Результаты на выборах

### Парламентские выборы
- Выборы 1945 года — 9 972 010 голосов, 197 мандатов
- Выборы 1950 года — 12 492 404 голосов, 298 мандатов
- Выборы 1951 года — 13 718 199 голосов, 321 мандатов
- Выборы 1955 года — 13 310 891 голосов, 345 мандатов
- Выборы 1959 года — 13 750 875 голосов, 365 мандатов
- Выборы 1964 года — 12 002 642 голосов, 304 мандатов
- Выборы 1966 года — 11 418 455 голосов, 253 мандатов
- Выборы 1970 года — 13 145 123 голосов, 330 мандатов
- Выборы февраля 1974 года — 11 872 180 голосов, 297 мандатов
- Выборы октября 1974 года — 10 462 565 голосов, 277 мандатов
- Выборы 1979 года — 13 697 923 голосов, 336 мандатов
- Выборы 1983 года — 13 012 316 голосов, 397 мандатов
- Выборы 1987 года — 13 760 583 голосов, 376 мандатов
- Выборы 1992 года — 14 092 891 голосов, 338 мандатов
- Выборы 1997 года — 9 600 470 голосов, 165 мандатов
- Выборы 2001 года — 8 357 622 голосов, 166 мандатов
- Выборы 2005 года — 8 785 941 голосов, 198 мандатов
- Выборы 2010 года — 10 706 647 голосов, 307 мандатов[10]
- Выборы 2015 года — 11 334 920 голосов, 331 мандат
- Выборы 2017 года — 13 667 213 голосов, 318 мандатов
- Выборы 2019 года — 13 966 454 голосов, 365 мандатов
- Выборы 2024 года — 6 814 469 голосов, 121 мандат